# Green Stadium (Izrael)
Green Stadium – stadion w Izraelu, w mieście Nof ha-Galil. Powstał on w 1995 roku. Na tym stadionie swoje mecze rozgrywa drużyna II ligi izraelskiej w piłce nożnej – Hapoel Nof ha-Galil F.C.

## Historia
Green Stadium został wybudowany w 1995 i odnowiony w 2004 roku dzięki wsparciu finansowemu rodziny Green. Od tej pory nosi imię tej rodziny. Stadion może pomieścić 5200 widzów.
W latach 2009–2001 na stadionie swoje mecze rozgrywał pierwszoligowy zespół Hapoel Akka. Obecnie stadion wykorzystuje drużyna Hapoel Afula F.C..